# Karl Kahr
Karl Kahr (11. září 1914 Fürstenfeld – 13. května 2007 Štýrský Hradec) byl rakouský lékař a příslušník SS v hodnosti Hauptsturmführer. Během druhé světové války byl v období od ledna 1944 do února 1945 hlavním lékařem koncentračního tábora Mittelbau-Dora.

## Biografie
Narodil se ve městě Fürstenfeld v jihovýchodním Rakousku, které bylo tehdy součástí Rakousko-Uherska. Vystudoval medicínu na Univerzitě ve Štýrském Hradci a později pracoval jako pomocný lékař v místní nemocnici. V té době došlo k připojení Rakouska 12. března 1938 k nacistickému Německu. Po ukončení studia a získání doktorátu v roce 1940 se Kahr zapsal do Waffen-SS jako lékařský důstojník. Poté, co byl vážně zraněn na východní frontě, byl přidělen do Prahy v Československu, kde vyučoval na výcvikové škole pro bojové zdravotníky. Později působil jako lékař ve vojenských nemocnicích v Brně, Štýrském Hradci a ve Vratislavi.

## Mittelbau-Dora
V listopadu 1942 byl Kahr přemístěn do koncentračního tábora Dachau, kde působil jako ředitel výzkumné stanice tuberkulózy. V lednu 1944 byl jmenován táborovým doktorem v Mittelbau-Dora. Během svého působení v Doře si vybudoval mezi vězni dobrou pověst, a to jak pro své schopností, tak snahou zlepšit podmínky pro vězně v jeho péči. V únoru 1945 byl nahrazen Eduardem Wirthsem a přidělen na krátkou dobu do koncentračního tábora Gross-Rosen v Dolním Slezsku.

## Poválečné období
Po kapitulaci Německa v květnu 1945 strávil několik měsíců v americké vojenské vazbě. Vzhledem ke svému dobrému postavení u mnoha bývalých vězňů z KT Mittelbau-Dora nebyl mezi obžalovanými za válečné zločiny během procesu Dora v roce 1947. Po propuštění z americké vazby se vrátil do Štýrského Hradce, kde pokračoval v lékařské praxi.